# Lorena (Texas)
Lorena is een plaats (city) in de Amerikaanse staat Texas, en valt bestuurlijk gezien onder McLennan County.

## Demografie
Bij de volkstelling in 2000 werd het aantal inwoners vastgesteld op 1433.
In 2006 is het aantal inwoners door het United States Census Bureau geschat op 1628, een stijging van 195 (13,6%).

## Geografie
Volgens het United States Census Bureau beslaat de plaats een oppervlakte van
8,3 km², geheel bestaande uit land. Lorena ligt op ongeveer 213 m boven zeeniveau.

## Plaatsen in de nabije omgeving
De onderstaande figuur toont nabijgelegen plaatsen in een straal van 16 km rond Lorena.